# Zohib Islam Amiri
Zohib Islam Amiri (født 2. maj 1987 i Kabul, Afghanistan) er en afghansk fodboldspiller, der spiller for Dempo SC i Indien og det afghanske landshold.

## Klubkarriere
Zohib Islam startede sin karriere i 2005 hos Shoa FC hvor han spillede 50 kampe. Her spillede han indtil 2007, hvor han skiftede til Kabul Bank. Senere skiftede han videre til Indien, og spillede for Mumbai FC i tre år, og i 2014 skiftede han til Dempo SC.

## Landshold
Zohib fik sin debut for landsholdet den 9. november 2005 i en venskabskamp imod Tadsjikistan. Samme år spillede han 2 kampe i SAFF 2005 som foregik i Pakistan. Han deltog også i Challenge Cup AFC 2006 Bangladesh, i kvalifikationen til VM i 2010, i SAFF 2008 Challenge Cup AFC 2008 Merdeka 2008 og i SAFF 2009.